# Charles-Étienne Pesselier
Charles-Étienne Pesselier (* 9. Juli 1712 in Paris; † 24. April 1763 ebenda) war ein französischer Autor, Poet, Fermier général  und Enzyklopädist.

## Leben und Wirken
Zunächst studierte er in Paris am Collège des Quatre Nations. Später wechselte er an die dortige Fakultät für Rechtswissenschaften Faculté de droit de Paris um drei Jahre Jurisprudenz zu studieren. Hiernach erhielt er eine Beschäftigung bei der Ferme générale, wo er erfolgreich tätig war.
In seiner freien Zeit widmete sich Pesselier der Literatur, dem Schreiben von Gedichten, Fabeln und Bühnenstücken. Einige wurden im Théâtre italien de Paris aufgeführt, so sein Werk École du Temps.
In seinen Zweifeln am Autor der Theorie der Besteuerung, den Doutes proposés à l’auteur de la théorie de l’impôt von 1761 setzte er sich mit den Theorien von Gabriel de Riqueti, comte de Mirabeau, der Théorie de l’impôt de Mirabeau kritisch auseinander.
Für die Encyclopédie von Denis Diderot und Jean-Baptiste le Rond d’Alembert schrieb er die Artikel Exemption, Ferme (Fermes du Roi (Bail des) et Fermes (cinq grosses)), Fermier général Finances, Financier.

## Werke (Auswahl)
- L’École du temps., Komödie in einem Akt in Versen, wurde erfolgreich im Théâtre-Italien am 11. September 1738 aufgeführt
- Ésope au Parnasse., Komödie in einem Akt in Versen, aufgeführt am Théâtre-Français am 14. Oktober 1739
- Lettres d’Angélique à Thérèse., 1739,
- Fables nouvelles, Paris, 1748,
- Pièces de théâtres et poésies fugitives. Paris, 1742
- Dialogues des morts. 1753, 2 vol.
- Esprit de Montaigne. 1753, 2 vol.
- Azor et Ismène. Ballet. 1758
- Idée générale des finances. 1759
- Doutes proposés à l’auteur de la théorie de l’impôt. 1761
- Lettres sur l’éducation. 1762, 2 vol.